# Ludwig von Paar
Ludwig Johann Baptist Emanuel von Paar (Beč, 26. ožujka 1817. – Beč, 6. siječnja 1893.) bio je austrijski plemić i diplomat.
Radio je u diplomatskoj službi Austro-Ugarske monarhije. Od 1873. do 1888. bio je veleposlanik pri Svetoj Stolici.
Umro je 6. siječnja 1893. godine.

### Članci
- Jurišić, Pavo. 2019. Nadbiskup Stadler i Stolni kaptol vrhbosanski. Vrhbosnensia. Univerzitet u Sarajevu – Katolički bogoslovni fakultet. Sarajevo. 23 (1): 27–62